# Kaldun al-Marah
Kaldun al-Marah (arab. قلدون المراح) – miejscowość w Syrii, w muhafazie Damaszek. W 2004 roku liczyła 2561 mieszkańców.